# Wolfram Dressler
Wolfram Heinz Dressler (* 1973) ist ein kanadischer Geograph. Er forscht als Associate Professor an der University of Melbourne in Australien.

## Leben
Dressler wuchs als Sohn deutschstämmiger Kanadier in Toronto im Süden von Ontario auf. Er studierte für seinen Bachelor of Arts in Geography, Anthropology and Environmental Studies an York University und für seinen Master in Natural Resources Management an der University of Manitoba. 2005 erhielt er den PhD in Geographie an der McGill University. Er arbeitete in der Forest and Nature Conservation Policy Group (FNP), der Universität Wageningen in den Niederlanden. Seit Juli 2014 arbeitete er im Rahmen des ARC Future Fellow an der School of Geography der University of Melbourne in Australien.

## Arbeit
Wolfram Dressler forschte zur nachhaltigen Nutzung verschiedener Waldgemeinschaften, meist in tropischen Wäldern. Er bezieht Fragen des Naturschutzes und der Naturschutzpolitik mit ein. In Melbourne setzt sich Dressler mit Naturschutz und Entwicklungsfragen im asiatisch-pazifischen Raum auseinander.

## Publikationen
- Dressler (2005): Old Thoughts in New Ideas: State Conservation Measures and Tagbanua Ressource Use at Puerto Princesa Subterranean River National Park, Palawan Island, Philippines, PhD Dissertation, McGill University.
- Dressler (2009): Old Thoughts in New Ideas: State Conservation Measures, Livelihood and Development on Palawan Island, the Philippines. Quezon City: Ateneo de Manila University Press.
- Dressler (2013): Concluding Engagements at the Ecotourism-Extraction Nexus. In Buscher, B., and Davidov, N. (eds) In The Ecotourism – Extraction Nexus. Political economies and Rural-Realities of (un)Comfortable Bedfellows. Routledge Press.
- Büscher, Dressler und Fletcher (2014): Nature™ Inc: New Frontiers of Environmental Conservation in the Neoliberal Age. Tucson: University of Arizona